# Hommert
Hommert település Franciaországban, Moselle megyében. Lakosainak száma 309 fő (2022. január 1.). Hommert Dabo, Harreberg és Troisfontaines községekkel határos.

## Népesség
A település népességének változása:
| Lakosok száma | 371  | 368  | 329  | 354  | 359  | 346  | 337  | 324  | 319  | 309  |
|               | 1968 | 1982 | 1990 | 2006 | 2013 | 2015 | 2017 | 2019 | 2020 | 2022 |